# Michael Tucker (Schauspieler)

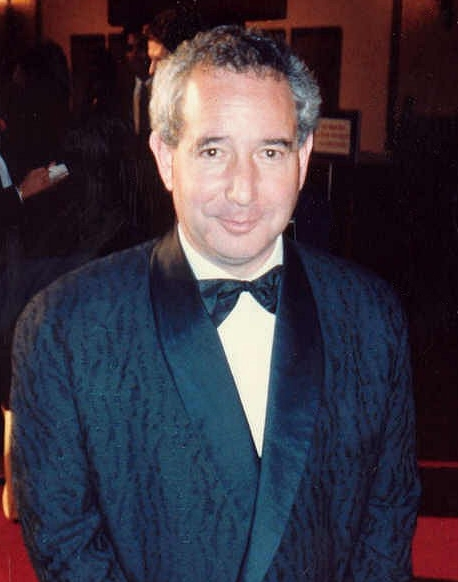
Michael Tucker bei der Emmy-Verleihung 1987

Michael Tucker (* 6. Februar 1945 in Baltimore, Maryland) ist ein US-amerikanischer Schauspieler.

## Leben
Tucker spielt seit den 1970er-Jahren in Film- und Fernsehproduktionen, wobei er zunächst meistens nur kleinere Nebenrollen erhielt. Bekannt wurde er einem breiteren Publikum durch seine Rolle des Anwaltes Stuart Markowitz in der Fernsehserie L.A. Law – Staranwälte, Tricks, Prozesse bekannt, die er von 1986 bis 1994 in insgesamt 171 Folgen spielte. Für diese Darstellung erhielt er drei Emmy Awards und zwei Nominierungen für den Golden Globe Award. In Kinofilmen spielte er unter bekannten Regisseuren wie Lina Wertmüller, Woody Allen und Barry Levinson. Neben L.A. Law übernahm er auch Gastauftritte in zahlreichen bekannten Serien wie Law & Order, Für alle Fälle Amy, Practice – Die Anwälte und Polizeirevier Hill Street.
Tucker ist seit 1973 mit der Schauspielerin Jill Eikenberry verheiratet, an deren Seite er auch in L.A. Law spielte.

## Filmografie (Auswahl)
- 1971: They’ve Killed President Lincoln! (Fernsehfilm)
- 1978: In einer Regennacht (La fine del mondo nel nostro solito letto in una notte piena di pioggia)
- 1978: Eine entheiratete Frau (An Unmarried Woman)
- 1978: Die Augen der Laura Mars (Eyes of Laura Mars)
- 1982: American Diner (Diner)
- 1985: The Purple Rose of Cairo
- 1987: Tin Men
- 1987: Radio Days
- 1986–1994: L.A. Law – Staranwälte, Tricks, Prozesse (L.A. Law, Fernsehserie, 171 Folgen)
- 1989: Die Bombe (Day One, Fernsehfilm)
- 1990: Runaway Heart (The Secret Life of Archie’s Wife)
- 1993: Ein Concierge zum Verlieben (For Love and Money)
- 1994: Mighty Ducks II – Das Superteam kehrt zurück (D2: The Mighty Ducks)
- 1996: Taken Away – Eisiges Gefängnis (Gone in a Heartbeat)
- 1997: Alibi – Dein Mörder spielt mit (Alibi)
- 1997: Zwei Singles in L.A. (’Til There Was You)
- 2000: Die Bradys – Wie alles begann (Growing Up Brady, Fernsehfilm)
- 2002: L.A. Law – Der Film (L.A. Law: The Movie, Fernsehfilm)
- 2011: Das Herz eines Helden (25 Hill)
- 2017: Humor Me
- 2023: East New York (Fernsehserie)